# Camille Leroy
Pour les articles homonymes, voir Leroy.
Camille Leroy, né le 30 avril 1905 à Paris (12e arrondissement) et mort le 2 août 1995 à Roquebrune-Cap-Martin, est un peintre français.

## Biographie
Camille Leroy s'exerce dès l'âge de onze ans à la miniature sur bois et à l'aquarelle. Il étudie à l'École Nationale des Arts Décoratifs de Paris, puis à l'École Nationale des Beaux Arts de 1920 à 1927 (élève de Cormon, Flameng, Lucien Simon). Il reçoit le Prix du Conseil Général, le Grand Prix artistique de la ville d'Alger et la médaille d'Or hors concours de la Société des Peintres Orientalistes.
Il passe son service militaire en Algérie en 1925. Il reçoit le Prix Abd El Tif en 1937. Il se fixe alors définitivement à Alger. Il est nommé professeur à l'École des Beaux Arts d'Alger en 1940.
Résistant, comme André Hambourg, il s'engage dans les Forces françaises libres et participe à la campagne de Tunisie, à la campagne d'Italie, au débarquement en France et à la campagne Rhin et Danube. Il a reçu la Croix de guerre. Dès la fin de la guerre, il reprend ses activités à l'École des Beaux Arts d'Alger.
Il quitte l'Algérie en 1970 et s'installe à Roquebrune-Cap-Martin en France, où il meurt en 1995.

## Sources
- A.N. : F.21/4236/4898. Archives Camille Leroy